# Charlie Shoemake
Charlie Shoemake (nacido el 27 de julio de 1937) es un vibrafonista de jazz estadounidense.  Tocó en el Quinteto de George Shearing durante siete años, a partir de 1967.  También tocó vibraciones en la banda sonora de la película Bird de Clint Eastwood.  Es el director del Central Coast Jazz Institute en Cambria, California. 
Su esposa, Sandi Shoemake, es cantante de jazz y canta en muchos de sus álbumes. 